# Yacef Saâdi
Yacef Saâdi (en árabe: ياسف سعدي ; Argel, 20 de enero de 1928 - ibidem, 10 de septiembre de 2021) fue un luchador independentista argelino, que fue dirigente del Frente de Liberación Nacional durante la guerra de independencia. Posteriormente fue senador en el Consejo de la Nación de Argelia hasta su muerte.

## Biografía
Yacef nació en Argel. Hijo de padres de la región argelina de Cabilia, comenzó su vida laboral como aprendiz de panadero. En 1945, se unió al Partido del Pueblo Argelino, un partido nacionalista que las autoridades francesas pronto prohibieron, después de lo cual fue reconstituido como el Movimiento por el Triunfo de las Libertades Democráticas (MTLD). De 1947 a 1949, Yacef sirvió en el ala paramilitar del MTLD, la Organización Secreta (OS). Después de la disolución de la OS, Yacef se mudó a Francia y vivió allí hasta 1952, cuando regresó a Argelia para trabajar de nuevo como panadero.
Yacef se unió al Frente de Liberación Nacional (FLN) al comienzo de la Guerra de Argelia en 1954. En mayo de 1956, era el jefe militar de la FLN de la Zona Autónoma de Argel, lo que lo convierte en uno de los líderes del lado argelino en la Batalla de Argel. Fue capturado por las tropas francesas el 24 de septiembre de 1957 y finalmente fue condenado a muerte. El general Paul Aussaresses afirmó más tarde que mientras estaba bajo custodia, Yacef traicionó al FLN y a la causa argelina al proporcionar al ejército francés la ubicación de Ali La Pointe, otro destacado comandante del FLN. Yacef lo negó, y el historiador Darius Rejali considera que la acusación es muy sospechosa. Finalmente fue indultado por el gobierno francés después del regreso al poder de Charles de Gaulle en 1958.
Yacef afirmó haber escrito sus memorias de la batalla en prisión, aunque era analfabeto. Los escritos se publicaron en 1962 bajo el título Souvenirs de la Bataille d'Alger. Después de la guerra de Argelia, Yacef ayudó a producir la película del cineasta italiano Gillo Pontecorvo La batalla de Argel (1966), basada en dichas memorias. Yacef interpretó a un personaje inspirado en sus propias experiencias en la batalla.
Yacef murió el 10 de septiembre de 2021, a los 93 años, en Argel. Su hija Zaphira Yacef declaró que había estado sufriendo de problemas cardíacos antes de su muerte.